# رابرت جی. ویلکه
رابرت جی. ویلکه (انگلیسی: Robert J. Wilke؛ ۱۸ مهٔ ۱۹۱۴ – ۲۸ مارس ۱۹۸۹) یک هنرپیشه اهل ایالات متحده آمریکا بود.

## گزیده فیلمشناسی
از فیلم‌ها یا برنامه‌های تلویزیونی که وی در آن نقش داشته‌است می‌توان به آثار زیر اشاره کرد.
- سان‌فرانسیسکو (فیلم ۱۹۳۶) (۱۹۳۶)
- سن کوئنتین (فیلم ۱۹۳۷) (۱۹۳۷)
- جرم بین‌المللی (فیلم ۱۹۳۸) (۱۹۳۸)
- رزی پرچ‌کن (فیلم) (۱۹۴۴)
- باج‌گیری (فیلم ۱۹۴۷) (۱۹۴۷)
- کوچیکه از تگزاس (۱۹۵۰)
- داستان لاس وگاس (فیلم) (۱۹۵۲)
- نیمروز (فیلم) (۱۹۵۲)
- از اینجا تا ابدیت (۱۹۵۳)
- ۲۰٬۰۰۰ فرسنگ زیر دریا (فیلم ۱۹۵۴) (۱۹۵۳)
- تفنگ ساچمه‌زنی (فیلم) (۱۹۵۵)
- ویچیتا (فیلم) (۱۹۵۵)
- رتیل (فیلم) (۱۹۵۵)
- پادشاه خانه‌به‌دوش (۱۹۵۶)
- بر باد نوشته (۱۹۵۶)
- شب گرم تابستان (۱۹۵۷)
- اسپارتاکوس (فیلم) (۱۹۶۰)
- هفت دلاور (۱۹۶۰)
- روزهای بهشت (۱۹۷۸)